# F-рассеяние
F-рассе́яние — ионосферное явление, заключающееся в том, что радиосигнал, отражённый от области F ионосферы, становится диффузным по причине её неоднородности, то есть теряет свою строго определённую структуру. F-рассеяние (F-spread, диффузность) можно также встретить в литературе под следующими названиями:
- диффузные отражения;
- множественные отражения;
- мультиплеты;
- рассеянные отражения.

## Идентификация F-рассеяния

### Определение F-рассеяния
F-рассеяние (F-spread) — явление, которое интерпретируется как рассеяние радиосигналов. Это явление обычно наблюдается при импульсном вертикальном зондировании ионосферы Земли. F‑рассеяние состоит в том, что у отражённого сигнала пропадает его первоначальная структура:
- частота сигнала размыта (диффузна) по сравнению с зондирующим импульсом и простирается на частоты выше критической;
- продолжительность сигнала значительно больше, чем у зондирующего импульса.

F-рассеяние (F-spread) так названо потому, что обычно наблюдается при отражении радиосигнала от области F ионосферы, но рассеянные отражения можно наблюдать от всех слоёв ионосферы.
Понятие F-рассеяния — это не физический механизм, который вызывает явление F-рассеяния, это появление на ионограммах специфической размытости. Поэтому определение F-рассеяния нестрого, не корректно математически.
Обычно при F-рассеянии на ионограммах появляется много мультиплетов, или сопутствующих отражений, близких к основному отражению от слоя F и недостаточно отделённых от него.
Проявление F-рассеяния на ионограммах весьма разнообразно:
- по частотам:

- F-рассеяние покрывает почти весь диапазон частот зондирования;
- F-рассеяние появляется только рядом с критической частотой;
- F-рассеяние находится на низкочастотном конце следа отражений;

- по интенсивности, когда степень рассеяния меняется очень широко:

- едва заметная степень F-рассеяния;
- наивысшая степень рассеяния — слияние обыкновенной и необыкновенной компонент F-рассеяния.

Наличие F-рассеяния легко определяют:
- из стандартных ионограмм вертикального зондирования;
- из таблиц часовых значений параметров с международными обозначениями:

- {\displaystyle f_{0}{\rm {F2}}} — критическая частота ионизированного слоя F2 (максимальное значение плазменной частоты для обыкновенной компоненты волны);
- {\displaystyle {\rm {M(3000)F2}}} — коэффициент распространения (где {\displaystyle {\rm {M(3000)F2}}={\frac {{\mbox{МПЧ}}_{3000}}{f_{0}{\rm {F2}}}}}, {\displaystyle {\mbox{МПЧ}}_{3000}} — максимальная применимая частота сигнала, отражённого от ионосферы и падающего на землю на расстоянии 3000 км от источника излучения);
- {\displaystyle h'{\rm {F}}} — действующая высота ионизированного слоя F (наименьшая кажущаяся высота отражения),

в которых присутствие рассеянных отражений любой интенсивности обозначается символом F.

### Классификация F-рассеяния
1. Общая классификация делит F-рассеяние на три большие группы по широтномупризнаку по геомагнитной широте станции наблюдения:
- низкоширотное (экваториальное) F-рассеяние ― ниже 20° геомагнитной широты;
- среднеширотное F-рассеяние ― от 20° до 60° геомагнитной широты;
- высокоширотное (полярное) F-рассеяние ― выше 60° геомагнитной широты.

2. Общая классификация F-рассеяния неудовлетворительна, поскольку ионограммы, полученные в экваториальных областях, бывают очень похожи на ионограммы, зарегистрированные на полярных станциях. Поэтому часто используют высотно-частотную классификацию:
- при высотном F-рассеянии ионограмма диффузна на низких частотах из-за дополнительных отражений, в итоге:

- затруднён отсчёт кажущейся высоты;
- критические частоты легко определяются;

- при частотном F-рассеянии ионограмма диффузна на критических частотах, в итоге:

- затруднён отсчёт кажущейся высоты;
- затруднено или невозможно определение критических частот.

Оба типа F-рассеяния могут наблюдаться одновременно. Обычно отождествляют:
- высотное F-рассеяние с экваториальным;
- частотное F-рассеяние со среднеширотным и полярным.

3. Следующие три классификации получились из детального обсуждения F-рассеяния. Наиболее распространена классификация по степени рассеяния. которая определяется специальным индексом по четырёхбалльной шкале или по таблицам {\displaystyle f_{0}{\rm {F2}}}, или непосредственно по ионограмма:
- 0 — полное отсутствие рассеяния;
- 1 — очень слабое рассеяние, критическая частота слоя F2 легко определяется;
- 2 — довольно значительное рассеяние, определение критических частот сомнительно, в таблицах перед величиной {\displaystyle f_{0}{\rm {F2}}} ставится символ {\displaystyle {\rm {U}}};
- 3 — очень сильное рассеяние, критическая частота слоя F2 не определяется, обыкновенная и необыкновенная компоненты сливаются.

4. При исследованиях экваториального F-рассеяния используют десятибалльную шкалу, индексы которой зависят от высотного диапазона рассеяния на низких частотах:
- 0 — диапазон высот рассеяния до 6 км;
- 10 — диапазон высот рассеяния 10—250 км и более.

5. При исследованиях полярного F-рассеяния выделяют пять основных типов рассеяния, каждый из которых включает ряд случаев:
- {\displaystyle \alpha } — рассеянный тип;
- {\displaystyle \beta } — вилообразный тип;
- {\displaystyle \gamma } — шпорообразный тип (характеризует рассеяние по частоте);
- {\displaystyle \delta } — тип рассеяния по высоте;
- {\displaystyle \epsilon } — облачный слой F.

## Механизмы образования неоднородностей, приводящих к F-рассеянию

### Экваториальная ионосфера
Существенный прогресс выяснения причин F-рассеяния определяется динамикой неустойчивости Рэлея — Тейлора, которая объясняет:
- подтверждённую экспериментом спектральную зависимость вида {\displaystyle {\frac {1}{k^{2}}}} для интенсивных неоднородностей, где {\displaystyle k} — постоянная Больцмана;
- появление неоднородностей с особенно малыми размерами {\displaystyle l_{\perp }}, где {\displaystyle l_{\perp }} — масштаб (характерный размер) неоднородности поперёк геомагнитного поля.

Стандартная теория о формировании начальной неоднородности у основания области F с последующим распространением неоднородности на все высоты области F объясняется механизмом развития неустойчивости Рэлея — Тейлора. Роль начального агента могут играть внутренние гравитационные волны, что может объяснить связь между неоднородной структурой области F и движением нейтрального газа на меньших высотах, например, на уровне турбопаузы.
Неустойчивость Рэлея — Тейлора позволяет:
- объяснить появление среднемасштабных по {\displaystyle l_{\perp }} экваториальных плазменных пузырей[англ.] (областей с обеднением плазмы);
- построить очень простые модели их поведения;
- объяснить и смоделировать набор маломасштабных по {\displaystyle l_{\perp }} неоднородностей.

### Среднеширотная ионосфера
На средних широтах в принципе действуют те же физические механизмы, что и в экваториальной ионосфере. Но моделировать теоретически и численно неустойчивости сложнее:
- появляемость и интенсивность среднеширотного F-рассеяния ниже, чем экваториального;
- более тяжело, чем на экваторе, объяснить возникновения неоднородностей.

### Полярная ионосфера
В авроральной области F возникновение F-рассеяния связано с градиентно-дрейфовой неустойчивостью, поскольку горизонтальные градиенты плазменной концентрации играют существенную роль в развитии неустойчивостей. Высокая наблюдаемость в полярных широтах F-рассеяния теоретически объяснима.